# NGC 5542
NGC 5542 је спирална галаксија у сазвежђу Волар која се налази на NGC листи објеката дубоког неба.
Деклинација објекта је + 7° 33' 31" а ректасцензија 14h 17m 53,2s. Привидна величина (магнитуда) објекта NGC 5542 износи 14,3 а фотографска магнитуда 15,2. NGC 5542 је још познат и под ознакама MCG 1-36-34, CGCG 46-85, ARAK 445, PGC 51066.